# موزه دولتی پومرانی

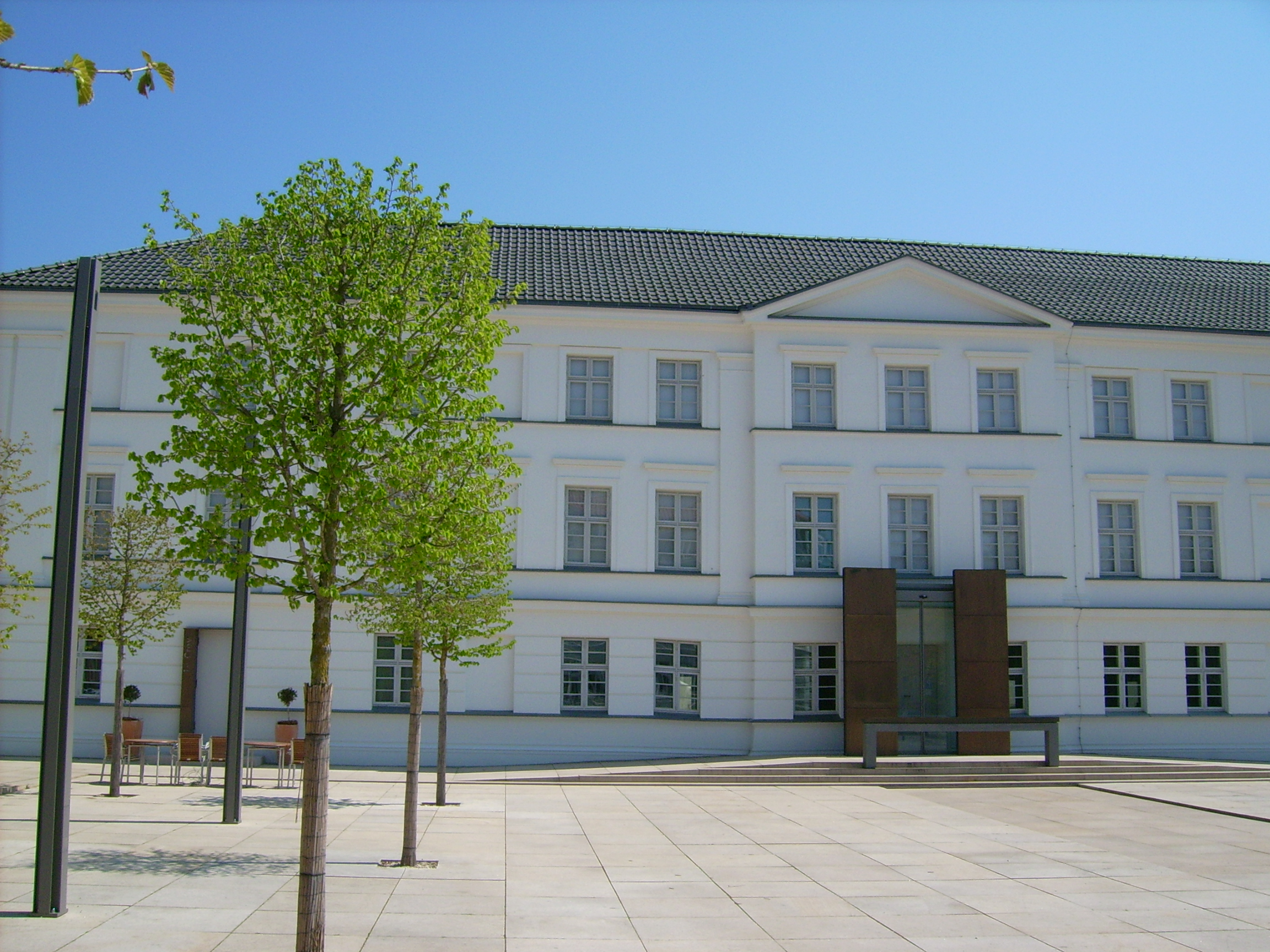

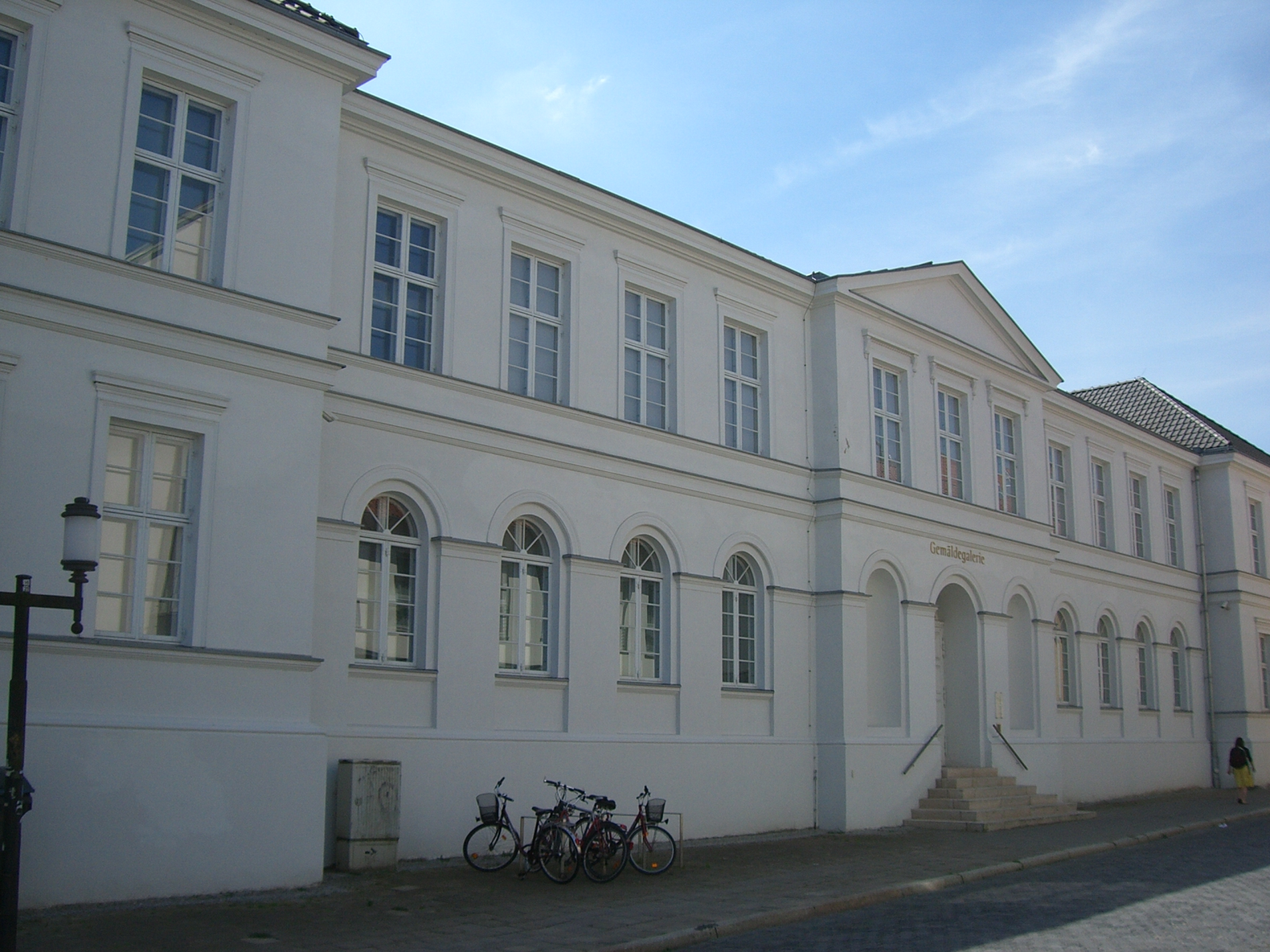

موزه دولتی پومرانی (آلمانی: Pommersches Landesmuseum) یک موزه دولتی در گرایفسوالد، پومرانی غربی می‌باشد که برای آثار هنری و تاریخ پومرانی اختصاص داده شده‌است. این موزه در بین سال‌های ۱۹۹۸ تا ۲۰۰۵ در مکان دیر تاریخی فرانسیسکن‌ها بناشده است.